# Rhizohypnum acrorrhizon
Rhizohypnum acrorrhizon là một loài Rêu trong họ Hypnaceae. Loài này được (Hornsch.) Herzog miêu tả khoa học đầu tiên năm 1916.